# エピクロロヒドリン
エピクロロヒドリン (Epichlorohydrin) は、分子式 C3H5ClO であらわされる有機化合物。酸化プロピレンのメチル基の水素原子1つを塩素に置換した構造をもつ。エポキシドとハロゲン化アルキルの両方の性質を示し、高い反応性をもつことから、様々な化学物質の原料とされる。毒物及び劇物取締法により劇物に指定されている。

## 性質
常温ではクロロホルム様の臭気を持つ引火性の透明な液体。腐食性があり、吸入すると肺水腫を引き起こすおそれがあるほか、腎臓・肝臓などに障害を与える。国際がん研究機関では「おそらく発がん性がある」 (Group 2A) に分類している。
反応性が高く、加熱または酸・塩基などの触媒によってエポキシドの開環重合が進行し、クロロメチル基が結合したポリエーテルを生じる。水中では徐々に加水分解して3-クロロ-1,2-プロパンジオール（α-クロロヒドリン）となる。

## 生産
プロピレンを原料として合成する。
まず、プロピレンを塩素とのラジカル反応によって塩素化し、塩化アリルとする。次に次亜塩素酸と反応させ、ジクロロプロパノールとする。最後に水酸化ナトリウムや水酸化カルシウムなどの強塩基を作用させると、塩酸が分子内脱離しエピクロロヒドリンが生成する。
アリルアルコールを原料とする方法も知られている。まず、アリルアルコールを塩酸の存在下で塩素によって塩素化しジクロロプロパノールとする。最後に塩基を作用させてエピクロロヒドリンとする。
全世界で一年に生産されるエピクロロヒドリンは約 90.3 万トンで、そのうち半分をダウ・ケミカルが生産している。2008年度日本国内生産量は 106,943t、消費量は 9,556t である。

## 用途
エピクロロヒドリンの大半はビスフェノールAなどとの共重合によりエポキシ樹脂とされ、接着剤や塗料などとして利用される。
エピクロロヒドリンをアルカリ条件で加水分解するとグリセリンが得られる。この方法で生産されるグリセリン（合成グリセリン）は天然由来のグリセリンよりも高純度であるため、医療用などに用いられる。
エピクロロヒドリンのみを重合、あるいは酸化エチレンやアリルグリシジルエーテルと共重合すると、合成ゴムの1種であるエピクロロヒドリンゴムが生成する。エピクロロヒドリンゴムは耐油性・耐熱性・耐寒性・耐オゾン性に優れ、自動車部品などに使われている。
繊維や紙の染色性・耐水性・形状安定性などを向上させるための表面改質に用いられる。
メタクリル酸と反応させて得られるメタクリル酸グリシジルは、イオン交換樹脂原料や帯電防止剤として利用される。

## 光学異性体
エピクロロヒドリンには、C2位をキラル中心とした2つの光学異性体がある。不斉触媒や微生物を用いた光学分割によってどちらの異性体も高い鏡像体過剰率での合成が可能であり、医薬品などのキラル化合物を合成する際の原料として利用されている。